# IRF3
IRF3 (англ. Interferon regulatory factor 3) – білок, який кодується однойменним геном, розташованим у людей на короткому плечі 19-ї хромосоми. Довжина поліпептидного ланцюга білка становить 427 амінокислот, а молекулярна маса — 47 219.
| 10         |  | 20         |  | 30         |  | 40         |  | 50         |
| ---------- |  | ---------- |  | ---------- |  | ---------- |  | ---------- |
| MGTPKPRILP |  | WLVSQLDLGQ |  | LEGVAWVNKS |  | RTRFRIPWKH |  | GLRQDAQQED |
| FGIFQAWAEA |  | TGAYVPGRDK |  | PDLPTWKRNF |  | RSALNRKEGL |  | RLAEDRSKDP |
| HDPHKIYEFV |  | NSGVGDFSQP |  | DTSPDTNGGG |  | STSDTQEDIL |  | DELLGNMVLA |
| PLPDPGPPSL |  | AVAPEPCPQP |  | LRSPSLDNPT |  | PFPNLGPSEN |  | PLKRLLVPGE |
| EWEFEVTAFY |  | RGRQVFQQTI |  | SCPEGLRLVG |  | SEVGDRTLPG |  | WPVTLPDPGM |
| SLTDRGVMSY |  | VRHVLSCLGG |  | GLALWRAGQW |  | LWAQRLGHCH |  | TYWAVSEELL |
| PNSGHGPDGE |  | VPKDKEGGVF |  | DLGPFIVDLI |  | TFTEGSGRSP |  | RYALWFCVGE |
| SWPQDQPWTK |  | RLVMVKVVPT |  | CLRALVEMAR |  | VGGASSLENT |  | VDLHISNSHP |
| LSLTSDQYKA |  | YLQDLVEGMD |  | FQGPGES    |  |            |  |            |

A: Аланін

C: Цистеїн

D: Аспарагінова кислота

E: Глутамінова кислота

F: Фенілаланін

G: Гліцин

H: Гістидин

I: Ізолейцин

K: Лізин

L: Лейцин

M: Метіонін

N: Аспарагін

P: Пролін

Q: Глутамін

R: Аргінін

S: Серин

T: Треонін

V: Валін

W: Триптофан

Кодований геном білок за функціями належить до активаторів, фосфопротеїнів. 
Задіяний у таких біологічних процесах, як імунітет, вроджений імунітет, взаємодія хазяїн-вірус, транскрипція, регуляція транскрипції, противірусний захист, альтернативний сплайсинг. 
Білок має сайт для зв'язування з ДНК. 
Локалізований у цитоплазмі, ядрі.